# Нас двое
«Нас дво́е» (фр. La personne aux deux personnes) — французский комедийный фильм 2008 года.

## Сюжет
Жан-Кристиан Рану — простой бухгалтер в крупной корпорации. Но однажды он попадает в аварию, в которой погибает другой её участник — звезда эстрады Жиль Габриэль. Через какое-то время он понимает, что внутри его головы живут две личности — к простому бухгалтеру каким-то образом подселился дух звезды эстрады. И Жану-Кристофу надо научиться жить в обстоятельствах, когда в одном теле живут два очень разных человека.

## Над фильмом работали

### Съёмочная группа
- Сценарий — Никола Шарле[фр.] и Брюно Лавен[фр.]
- Режиссёры-постановщики — Никола Шарле[фр.] и Брюно Лавен[фр.]
- Продюсеры — Ален Шаба, Кристин Руксель, Амандин Бийо
- Оператор — Лоран Дайан[фр.]
- Композитор — Никола Эррера[фр.]

### В ролях
- Даниэль Отёй — Жан-Кристиан Рану
- Ален Шаба — Жиль Габриэль
- Марина Фойс — Мюрьель Перраш
- Франсуа Дамьен — врач
- Дени Марешаль[фр.] — медбрат
- Фред Туш[фр.] — преподаватель полового воспитания
- Джой Старр[фр.] — камео

## Восприятие
Фильм вызвал смешанную реакцию французских критиков. Так автор газеты Le Monde назвал его успешным, а еженедельник L’Express писал, что фильм «удивляет и развлекает». Вместе с тем, газета Libération охарактеризовала фильм как «пространство бессмыслицы, наполненное абсурдными знаками или кодами», а журнал Télérama писал, что «тизер гораздо смешнее самого́ фильма». Джордан Минцер из Variety назвал его «приятным оригинальным произведением в духе водевиля».